# Terry Murphy (Politiker)

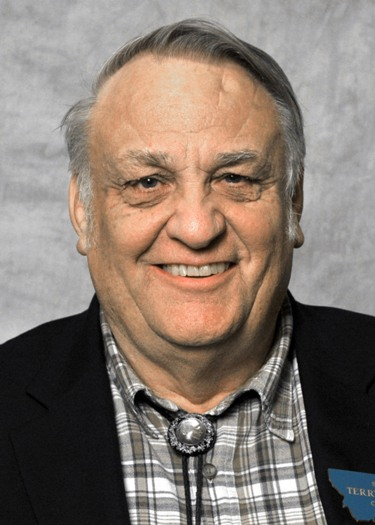

Terry Murphy ist ein Weizenfarmer und Republikanischer Politiker aus Montana.
Er vertrat den District 39 von 2007 bis 2015 im Senat von Montana.